# Гризвольд, Руфус Уилмот
Руфус Уилмот Гризвольд, также Грисвольд, Грисуолд и Гризуолд (англ. Rufus Wilmot Griswold; 13 февраля 1815 — 27 августа 1857) — американский литературовед, поэт, редактор и критик. Литературную известность и репутацию приобрёл благодаря изданной им антологии американской поэзии «Поэты и поэзия США» (англ. The Poets and Poetry of America) (1842).
Однако всемирную известность ему принесла роль, сыгранная им в жизни и, особенно, в смерти известного американского писателя Эдгара Аллана По. Гризвольд стал автором первого некролога и первой полной биографии Эдгара По, которые на десятилетия вперёд создали Эдгару По образ порочного и неуправляемого алкоголика, наркомана и безумца. Многие из тезисов Гризвольда были полуправдой, большинство — откровенной ложью. Доказано, в частности, что По не был наркоманом. В 1941 году было установлено, что «письма» По, которые Гризвольд использовал в своей работе в качестве «доказательства», были подделаны.

## Биография

### Ранние годы
Руфус Гризвольд родился в строгой кальвинистской семье из Бонсона (штат Вермонт) 13 февраля 1815 года. Он был двенадцатым из четырнадцати детей. Отец Руфуса был фермером и башмачником. В 1822 году семья переехала в Хуббардтон (англ. Hubbardton). С детства отличался непредсказуемостью и бесшабашностью. В 15 лет Руфус ушёл из дома, посчитав себя: «одинокой душой, блуждающей по миру, бездомным и безрадостным изгнанником».
Гризвольд переехал в Олбани (Нью-Йорк), где жил вместе с 22-летним журналистом Джорджем С. Фостером (англ. George C. Foster), известным как автор книги «Нью-Йорк при свете лампы» (англ. New-York by Gas-Light). Между молодыми людьми могли быть романтические отношения. Гризвольд жил у Фостера до 17 лет. Когда он съехал, Фостер направил ему письмо, в котором просил вернуться. Письмо заканчивалось словами: «Вернись, если любишь меня». Гризвольд пытался поступить в Политехнический институт Ренсселира в 1830 году, но принят не был, поскольку его застали за попыткой подшутить над профессором.

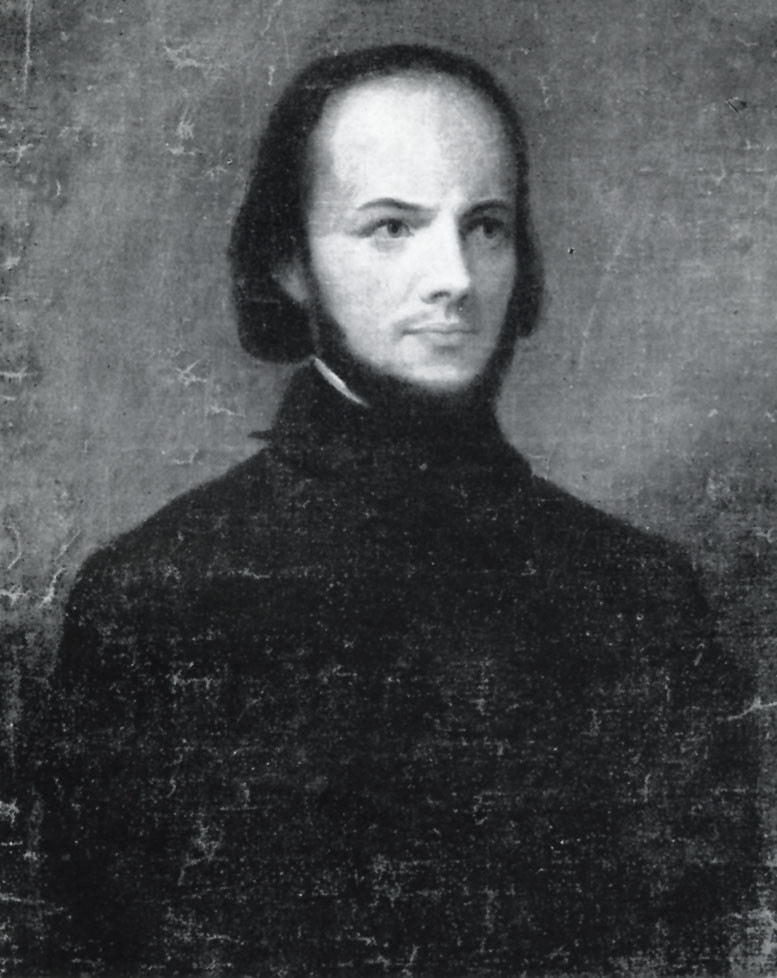
Гризвольд, около 1840 года

### Начало карьеры и первый брак
После непродолжительного периода, когда Гризвольд был учеником у печатника, он перебрался в Сиракьюс, где совместно с несколькими приятелями он основал газету The Porcupine. Издание было ориентировано на местных жителей и публиковало то, что запомнилось злобной критикой.
Он переехал в Нью-Йорк в 1836 году, а в марте того же года он был представлен 19-летней Каролине Сирлес (англ. Caroline Searles), на которой он впоследствии женился. Гризвольд работал редактором в нескольких изданиях Нью-Йорка. В октябре он участвовал в предвыборной гонке за пост в партии Вигов, но партийной поддержки не получил. В 1837 году получил сан баптистского священника, хотя постоянного прихода так никогда не имел.
Гризвольд женился на Каролине 12 августа 1837 года, у пары родились две дочери. После рождения второй дочери, Гризвольд оставил семью в Нью-Йорке, а сам перебрался в Филадельфию. Его отъезд (27 ноября 1840 года) был внезапным: он оставил работу у Хораса Грили в New York Tribune, а также свою обширную библиотеку. В Филадельфии он присоединился к редакционному коллективу газеты Daily Standard, где стал выстраивать репутацию литературного критика, известного своей жестокостью и мстительностью.
6 ноября 1842 года Гризвольд навестил свою жену в Нью-Йорке после рождения у неё их третьего ребёнка, сына. Через три дня, вернувшись в Филадельфию, Гризвольд получает известие о смерти и сына и жены. Пребывая в глубоком шоке, Гризвольд сопровождает тело жены на поезде, не отходя от гроба всё время пути. На все предложения пойти отдохнуть, он лишь продолжал обнимать тело жены, целовать в мёртвые губы, а дочери плакали рядом с ним. Он отказывался покидать кладбище после похорон, даже после того, как ушли плакальщики, родственники уводили его силой. Он написал длинное стихотворение, посвящённое Каролине, которое было опубликовано в газете New York Tribune 16 ноября 1842 года под названием «Пять дней». Он с трудом верил, что её больше нет, и продолжал мечтать о воссоединении. На сороковой день после её похорон Гризвольд открыл её склеп, срезал локон её волос, целовал её в лоб и губы и рыдал у её тела несколько часов, пока не был обнаружен другом 30 часов спустя.

### Антологии и литературная критика

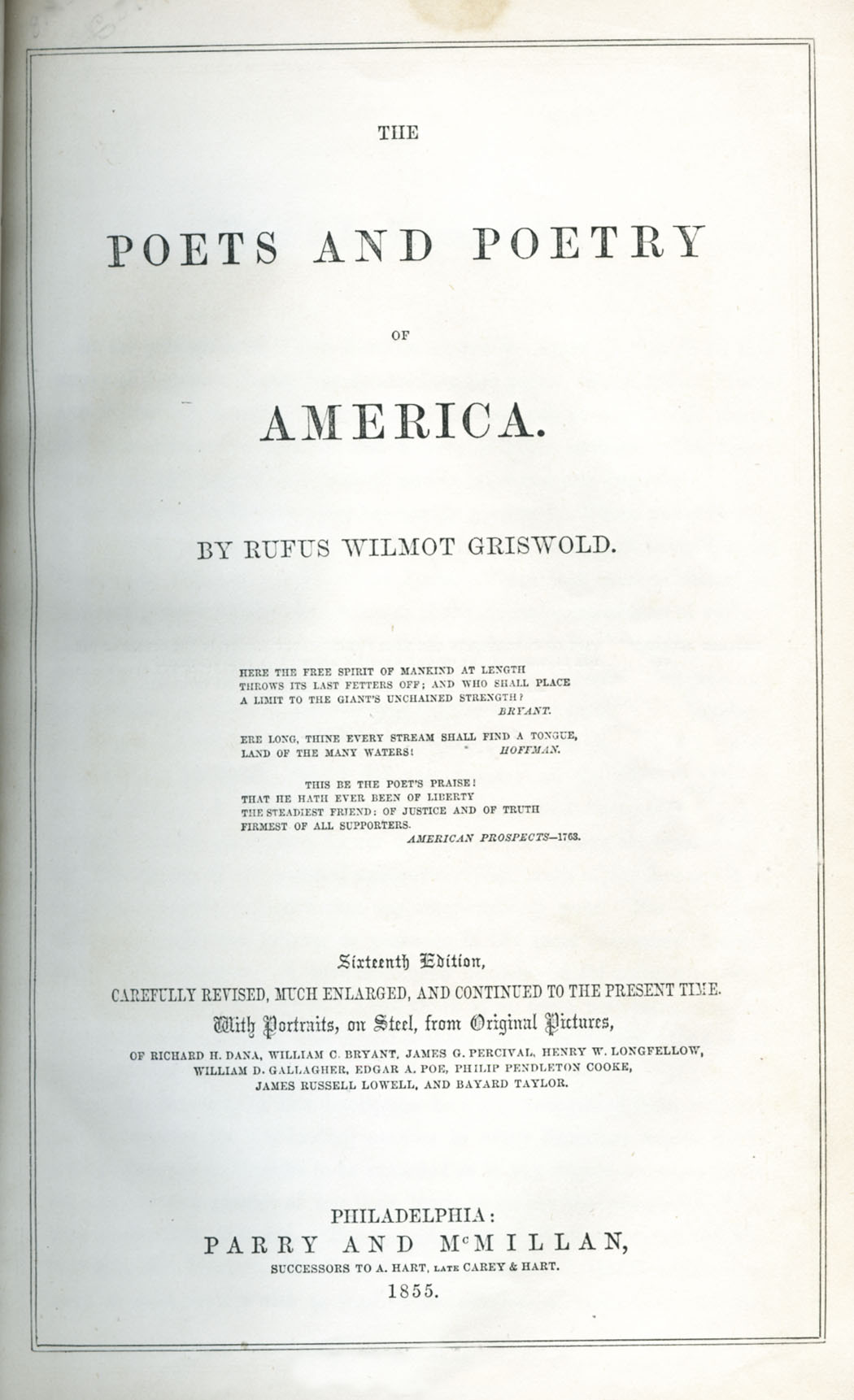
Титульная страница антологии «Поэты и Поэзия США», издание 1855 года

В 1842 году Гризвольд опубликовал 476-страничную антологию американской поэзии «Поэты и Поэзия США» (англ. The Poets and Poetry of America), которую он посвятил американскому поэту Вашингтону Олстону. В сборник Гризвольда вошли стихи более, чем 80 авторов, включая 17 стихотворений Лидии Сигурни, три произведения Эдгара Аллана По, и 45 — Чарльза Хоффмана. Хоффман был близким другом и ему было отведено вдвое больше места, чем остальным. На этом Гризвольд не остановился, и продолжил редактировать другие антологии, в частности вышли «Биографический ежегодник» (англ. Biographical Annual), в котором собирались биографические очерки о недавно умерших выдающихся персоналиях, а также «Жемчужины Американской женской поэзии», «Прозаики Америки» и «Женщины-поэты Америки». Сборник «Прозаики Америки» вышел в 1847 году в противовес аналогичной антологии, опубликованной Корнелиусом Мэтьюсом и Эвертом Дьюкинком, представителями нового политического движения США «Молодая Америка». Изданная Гризвольдом антология прозы стала причиной возникшей между тремя авторами вражды. Гризвольд её предвидел, поскольку сразу после публикации написал Бостонскому редактору Джеймсу Томасу Филдсу, что «Молодая Америка будет в бешенстве».
В 1843 году Гризвольд организовал выпуск ежегодного подарочного иллюстрированного альманаха The Opal, в котором печатались эссе, поэзия и рассказы. Первый сборник вышел под редакцией Натаниэля Паркера Уиллиса. Некоторое время Гризвольд работал редактором в газете Saturday Evening Post. Гризвольд издал также и сборник собственной поэзии «Кипарисовый венок» (англ. The Cypress Wreath, 1844). Многие его стихотворения, например, «Счастливый час смерти» (англ. The Happy Hour of Death), «Смертный сон» (англ. The Slumber of Death) или «На смерть молодой девицы» (англ. On the Death of a Young Girl), особое значение придавали смертности и смерти. Ещё один сборник его поэзии, «Христианские баллады и другие стихотворения» (англ. Christian Ballads and Other Poems) был опубликован в 1844 году. В 1854 году Гризвольд издал книгу «Республиканский двор, или Американское общество времён Вашингтона» (англ. The Republican Court or, American Society in the Days of Washington). Книга была направлена на освещение событий времён президентства Джорджа Вашингтона, однако Гризвольд представил смесь исторических фактов и сомнительных домыслов.

### Второй брак
20 августа 1845 года Гризвольд женился на Шарлотте Мейерс (англ. Charlotte Myers), женщине еврейского происхождения, которой на тот момент было 42 года, а самому Гризвольду 33. Биографы утверждают, что Гризвольда заставила вступить в этот брак тётя Шарлотты. Сам Гризвольд был против женитьбы, его пугала разница в религиозных убеждениях, которая была настолько велика, что один из друзей Гризвольда называл его жену «маленькая еврейка». Один из биографов Гризвольда, Джо Бэйлисс, утверждает, что Гризвольд в брачную ночь обнаружил у своей жены «некие физические отклонения, которые не позволяли ей быть женой», а биограф Эдгара По Кеннет Сильверман утверждал, что она просто не могла иметь интимную близость. Гризвольд счёл брак не имеющим юридической силы и недействительным «как брак, заключённый между лицами одного пола, или при условии невозможности одной из сторон вести сексуальную жизнь». Тем не менее они вместе переехали в Чарльстон, родной город Шарлотты, где жили под одной крышей, хотя и в разных комнатах. Они оба были несчастливы, и в конце апреля 1846 года она наняла адвоката, который составил для неё соглашение о раздельном проживании с целью «окончательного и безоговорочного расставания и последующего развода». По соглашению Гризвольду запрещалось вступать в повторный брак, ему также выплачивалась сумма в размере 1000 долларов США в случае, если он оставит свою дочь Каролину на попечение семьи Мейерс. После разрыва Гризвольд немедленно перебрался обратно в Филадельфию.

### Переезд в Нью-Йорк
Несколькими годами позже Гризвольд переехал в Нью-Йорк, оставив свою младшую дочь Каролину в семье Мейерс, а старшую, Эмили, с родственниками по материнской линии. К этому времени за ним закрепилось прозвище «Турецкий султан» (англ. Grand Turk). Летом 1847 года Гризвольд решил составить антологию американской женской поэзии. По его мнению, женская поэзия, в отличие от мужской, была лишена «интеллектуальности», а значит, их надо было разделять. В предисловии к антологии он написал: «Условия формирования эстетического вкуса у полов весьма различны, даже противоположны».

Литературные произведения, выбранные им для сборника «Поэтессы Америки» (англ. The Female Poets of America), далеко не всегда являлись образчиками прекрасной поэзии, скорее наоборот, он старался выбирать те стихи, в которых делался акцент на традиционные ценности и мораль. В том же году Гризвольд приступает к работе над книгой, которую сам считал своим magnum opus — большой биографический словарь. Гризвольд продолжал работу над ним в течение нескольких лет, широко его рекламировал, однако книга так и не вышла. Он активно помогал американской писательнице и поэтессе Элизабет Эллет в публикации её книги «Женщины Войны за Независимость» (англ. Women of the American Revolution), и его здорово разозлило, что Эллет не отметила его помощь в благодарственной надписи к книге. В июле 1848 года он посещает поэтессу Сару Хелен Уитман в её доме в Провиденс, к этому времени он уже страдал от вертиго и истощения, редко покидал свою квартиру в Нью-Йоркском Университете и с трудом обходился без опиума. Осенью того же года у него случился эпилептический припадок, первый в череде многих последующих, от которых он будет страдать до конца своей жизни. Во время одного такого припадка Гризвольд упал с парома в Бруклине и чуть не утонул. Он написал издателю Джеймсу Филдсу: 
«Я в ужасном состоянии, как физически, так и умственно. Не знаю, чем всё это закончится… Я в изнеможении — между жизнью и смертью; между раем и адом»Оригинальный текст (англ.)«I am in a terrible condition, physically and mentally. I do not know what the end will be ... I am exhausted—betwixt life and death—and heaven and hell»Из письма Р. У. Гризвольда
В 1849 году большое расстройство Гризвольду причинила история с помещением в психиатрическую клинику его друга, Чарльза Фенно Хоффмана.
Гризвольд продолжал редактировать и писать критические очерки для различных изданий, как на постоянной основе, так и работая вне штата, включая полуторагодичный период работы на журнал The International Magazine с 1 июля 1850 по 1 апреля 1852. Там он работал с такими авторами, как Элизабет Оакс Смит, Мэри Хьюит и Джон Томсон. 10 ноября 1855 года вышел номер журнала The Criterion, в котором Гризвольд опубликовал критический очерк на стихотворный сборник Уолта Уитмена «Листья травы», назвав сборник «кучей дурацкого хлама». Он также предположил, что Уитмен был гомосексуалом, намекая на «страшный грех, который нельзя упоминать меж Христиан». Уитмен позднее включил этот критический обзор в новое издание сборника «Листья травы», возможно, с целью демонстрации своего дистанцирования от принятых условностей. Гризвольд был одним из первых, кто в XIX веке публично предположил гомосексуальность Уитмена.

### Развод и третий брак
После недолгого романа с поэтессой Элис Кэри у Гризвольда начались отношения с Гарриет МакГриллс. Изначально Гризвольд не собирался разводиться с Шарлоттой Мейерс, поскольку опасался общественного резонанса и поскольку она любила и воспитывала его дочь. Он подал на развод в Суд по гражданским делам (англ. the Court of Common Pleas) Филадельфии 25 марта 1852 года. Элизабет Эллет и Энн Стивенс написали Мейерс, уговаривая её не давать развод Гризвольду, а затем написали МакГриллс, уговаривая её не вступать с ним в брак. Чтобы уговорить Мейерс дать развод, Гризвольд согласился оставить ей свою дочь Каролину, если Мейерс напишет заявление, что сама оставляет его. Она согласилась, и развод был оформлен 18 декабря 1852 года. Гризвольд больше не встречался со своей дочерью и Шарлоттой Мейерс. Вскоре после этого, 26 декабря, Гризвольд и МакГриллс поженились и поселились в Нью-Йорке. 9 октября 1853 года у них родился сын Уильям.
Эллет и Стивенс продолжали писать бывшей жене Гризвольда, подталкивая её к оспариванию развода. В конце концов Мейерс удалось убедить, и 23 сентября 1853 года она подала апелляцию. Однако в суде были утеряны бумаги и с принятием апелляции вышла задержка. Осень 1853 года стала очень тяжелой для Гризвольда. Из-за взрыва газа в его доме случился пожар, при котором Гризвольд пострадал: у него были опалены ресницы и брови, он также лишился семи ногтей.
В это же время на краю гибели оказывается его 15-летняя дочь Эмили. Её объявили погибшей при крушении поезда в Коннектикуте. Прибывший на место Гризвольд увидел полевой морг и тела погибших. Дочь удалось найти и спасти ей жизнь. 24 февраля 1856 года состоялось слушание в суде, на котором ни Гризвольд, ни Мейерс не появились, а Эллет и Стивенс давали показания против Гризвольда. Иск был отклонён. Утомлённая этими испытаниями, МакГриллс ушла от Гризвольда и переехала вместе со всей своей семьей в Бангор, штат Мэн.

### Смерть
Гризвольд умер от туберкулёза в Нью-Йорке 27 августа 1857 года. Его подруга, писательница Сара Анна Льюис, заявила, что вмешательство Элизабет Эллет пагубно сказалось на здоровье Гризвольда и что она «ускорила его смерть». Всё, что было найдено в его комнате после смерти, были портреты его, Эдгара По и Фрэнсис Осгуд. Друг Гризвольда Чарльз Годфри Лиланд нашёл у него на столе несколько документов, подготовленных для публикации, в которых Гризвольд нападал на некоторых писателей. Лиланд принял решение сжечь бумаги.
Похороны Гризвольда состоялись 30 августа. Его гроб несли Лиланд, Чарльз Фредерик Бриггс, Джордж Генри Мур и Ричард Генри Стоддард. В течение восьми лет останки Гризвольда покоились в склепе на кладбище Грин-Вуд, а 12 июля 1865 года были захоронены в могилу без надгробия. Его обширная библиотека из более чем нескольких тысяч книг была распродана, а на вырученные деньги, 3000 долларов США, планировалось поставить памятник, который так и не был сооружён.

## Влияние на культуру
- Осенью 2008 года вышел полуфантастический роман норвежского писателя Николая Фробениуса «Jeg skal vise dere frykten», повествующий о противостоянии Эдгара По и Руфуса Гризвольда.[25]